# InsideClimate News
InsideClimate News est un journal en ligne américain consacré à l'environnement et plus particulièrement au réchauffement climatique, créé en 2007.

## Présentation
InsideClimate News se dit « consacré aux énergies propres, à l'énergie carbonée, l'énergie nucléaire et la science environnementale (...) ». La publication, initialement appelée SolveClimate et essentiellement dédiée à l’agrégation de contenus, s'est ensuite tournée vers le journalisme d'investigation,.
Le journal prend la forme juridique d'une association à but non lucratif. En août 2015, il est rédigé par dix journalistes salariés à plein temps et par des contributeurs occasionnels.

## Prix Pulitzer
InsideClimate News remporte en 2013 le prix Pulitzer du reportage national pour la couverture, par trois de ses sept journalistes, de la fuite de pétrole de l'entreprise Enbridge dans la rivière Kalamazoo (Michigan, États-Unis),.